# Sainte-Opportune-du-Bosc
Sainte-Opportune-du-Bosc es una localidad y comuna francesa situada en la región de Alta Normandía, departamento de Eure, en el distrito de Bernay y cantón de Beaumont-le-Roger.

## Demografía
| 148 | 145 | 141 | 192 | 278 | 334 |
| Para los censos de 1962 a 1999 la población legal corresponde a la población sin duplicidades (Fuente: INSEE [Consultar]) |     |     |     |     |     |

## Administración

### Entidades intercomunales
Sainte-Opportune-du-Bosc está integrada en la Communauté de communes de Beaumont-le-Roger. Además forma parte de diversos sindicatos intercomunales para la prestación de diversos servicios públicos:
- S.A.E.P des Buhots
- S.I.V.O.S de Rouge-Perriers (ROVISTEP)
- Syndicat de l'électricité et du gaz de l'Eure (SIEGE)
- S.E.R.G.E.P du pays du Neubourg

### Riesgos
La prefectura del departamento de Eure incluye la comuna en la previsión de riesgos mayores  por la presencia de cavidades subterráneas.